# Експансивна куля

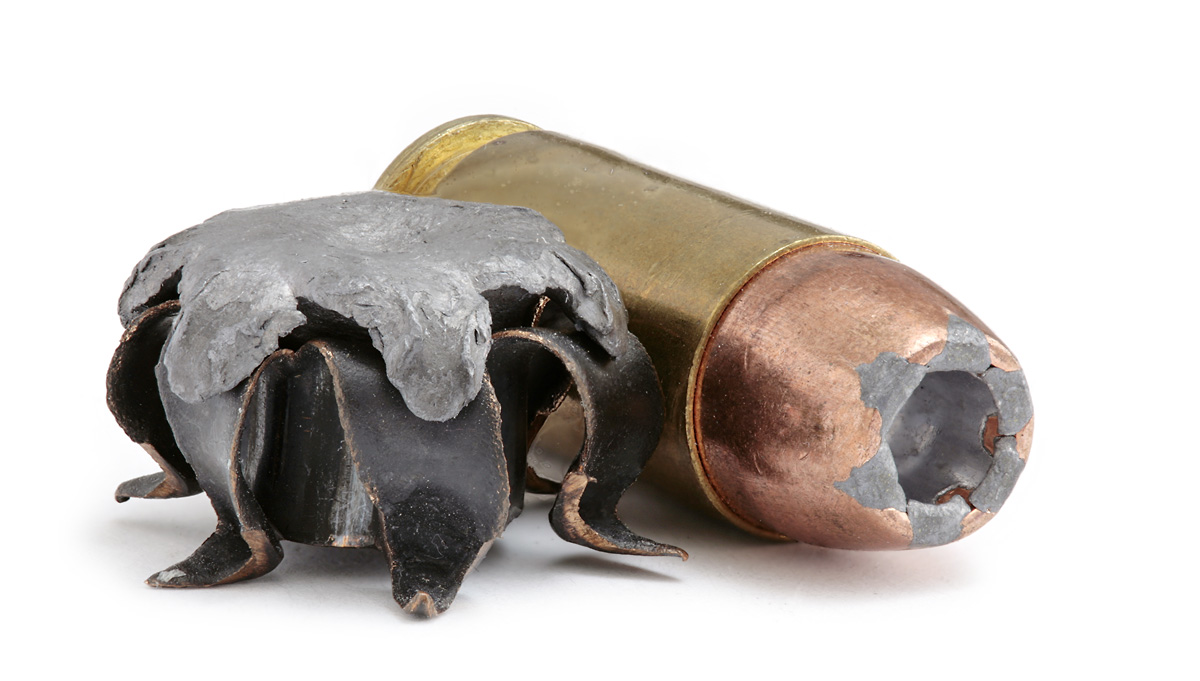
Стріляна куля .40 S&W поруч з патроном того ж калібру

Експансивна куля (англ. Hollow point bullet, HP) — особливий вид боєприпасів, у яких в головній частині кулі є виїмка, завдяки чому при попаданні в ціль куля «розкривається» (звідси назва — англ. Expansion — розширення, розкривання). Подібні кулі мають низьку пробивну дію, але при влученні у незахищене тіло завдають великих пошкоджень в м'яких тканинах, через що даний вид боєприпасів визнано негуманним.
Першою Гаазькою мирною конвенцією в 1899 році кулі, що розкриваються і деформуються, були заборонені для військового застосування. Друга Гаазька конвенція 1907 року підтвердила заборону, однак під час світових воєн сторони активно застосовували експансивні кулі. Зокрема, Росія зважаючи на брак сучасних гвинтівок Мосіна використовувала, також, старі гвинтівки Бердана. Їх безоболонкові кулі, фактично, були експансивними — це послужило підставою для звинувачень Росії в порушенні Гаазьких конвенцій.

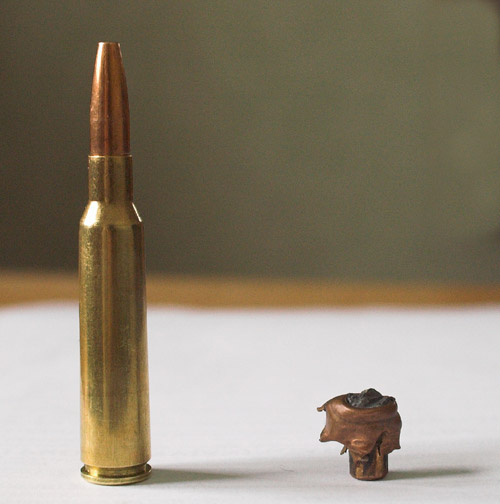
6,5×55 мм Swedish до і після пострілу. Довга база кулі і не дуже великий діаметр після розкривання показують, що дана куля призначена для глибокого ураження при полюванні на великого звіра. В даному випадку, куля на фото пройшла глибоко в тіло американського лося перш ніж спинитися.

Наступні розробки привели до створення оболонкових та напівоболонкових експансивних куль (англ. Jacketed hollow point bullet, JHP), вкритих шаром мідного сплаву. Оболонка забезпечує цілісність куль при носінні, зберіганні та спорядженні боєприпасів, а також більш високу точність стрільби та зниження забруднення свинцем нарізів каналу ствола. Гаазькі угоди, виходячи з принципів гуманізму, заборонили використання у військових цілях кулі, що не мають твердої оболонки. Парадоксально, але ця заборона неухильно виконується усіма країнами, оскільки експансивна оболонкова куля краща за своїми характеристиками, ніж експансивна безоболонкова.

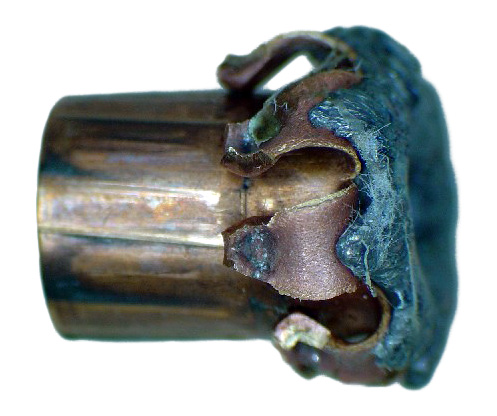
Стріляна експансивна куля калібру .38 Special

Оскільки заборона на використання експансивної кулі поширюється тільки на регулярні армії та військові дії, даний тип боєприпасів активно використовується в органах правопорядку та надходить у вільний продаж у ряді країн через знижений ризик рикошету і велику зупиняючу дію. Також експансивні кулі активно використовуються для полювання на середню та велику дичину.

## Парамілітарний фольклор
Експансивні кулі також називають «Дум-дум» або «Квітами смерті».